# George DiCenzo
George Ralph DiCenzo (New Haven (Connecticut), 21 april 1940 – Bucks County (Pennsylvania), 9 augustus 2010) was een Amerikaans (stem)acteur, filmproducent en filmregisseur.

## Biografie
DiCanzo begon in 1970 met acteren in de televisieserie Dark Shadows. Hierna heeft hij nog meerdere rollen gespeeld in televisieseries en films zoals Ironside (1973), The Streets of San Francisco (1974-1975), Close Encounters of the Third Kind (1977), Dynasty (1984-1985), Back to the Future (1985), She Ra: Princess of Power (1985-1987), Murder, She Wrote (1984-1994) en A Guide to Recognizing Your Saints (2006).
DiCanzo was ook actief als filmproducent en -regisseur. Als filmproducent heeft hij in 1974 de film Shoot It Black, Shoot It Blue en in 1969 acht afleveringen van de televisieserie Dark Shadows geproduceerd. In 1999 heeft hij de film Belmont Avenue Social Club geregisseerd.
DiCanzo is in 1999 getrouwd, en was zijn laatste jaren actief als leraar in acteren in New York en Philadelphia. Op 9 augustus 2010 stierf hij aan de gevolgen van bloedvergiftiging.

## Filmografie

### Films
Selectie:
- 2006 A Guide to Recognizing Your Saints – als oom George
- 2004 Hustle – als Bartlett Giamatti
- 1990 The Exorcist III – als Stedman
- 1988 The New Adventures of Pippi Longstocking – als Mr. Blackhart
- 1985 Back to the Future – als Sam Baines
- 1979 The Frisco Kid – als Darryl Diggs
- 1977 The Choirboys – als luitenant Grimsley
- 1977 Close Encounters of the Third Kind – als burgemeester Benchley

### Televisieseries
Selectie:
- 1995 – 1996 NYPD Blue – als Pete Russell – 2 afl.
- 1993 Joe’s Life – als Stan Gennaro – 11 afl.
- 1990 – 1991 Equal Justice – als D.A. Arnold Bach – 26 afl.
- 1987 – 1988 The Equalizer – als Bruno Dominic / Frank Dorgan – 3 afl.
- 1986 If Tomorrow Comes – als Anthony Orsatti – miniserie
- 1984 – 1985 Dynasty – als Charles Dalton – 9 afl.
- 1981 – 1982 McClain's Law – als luitenant Edward DeNisco – 16 afl.
- 1979 The Waltons – als Calvin Satterfield – 2 afl.
- 1977 Aspen – als Abe Singer – miniserie
- 1974 – 1975 The Streets of San Francisco – als Frank Ciano – 2 afl.

#### Animatieseries
Selectie:
- 2000 Chi-Chian: The Black Seed – als P'rahk Nar'n - ? afl.
- 1985 – 1987 She-Ra: Princess of Power – als diverse stemmen – 93 afl.
- 1986 Wildfire – als Aragon – 2 afl.
- 1985 Rock 'n' Wrestling – als kapitein Lou Albano - ? afl.
- 1984 Challenge of the GoBots – als toegevoegde stemmen - ? afl.
- 1981 Blackstar – als John Blackstar – 13 afl.
- 1981 Spider-Man and His Amazing Friends – als kapitein Amerika / Lance Macho – 4 afl.

### Computerspellen
- 2002 Grand Theft Auto: Vice City – als Earnest Kelly
- 2002 Mafia: The City of Lost Heaven – als Don Salieri

- Biblioteca Nacional de España: XX4959450
- International Standard Name Identifier: 0000 0003 7461 9247
- Library of Congress Control Number: no2001020870
- Nederlandse Thesaurus van Auteursnamen: 073052523
- Système universitaire de documentation: 248209329
- Virtual International Authority File: 144874812
- WorldCat: E39PBJtRJtmVq8YhhrxVkFgR8C